# Спорт (дневни лист)
„Спорт“ је био српски дневни спортски лист дуге традиције. Основан је као „Фискултура“ и први број изашао 5. маја 1945. године. Касније носио име Југословенски спортски лист „Спорт“, а потом Дневни спортски лист „Спорт“.
Издаван је обично ћириличним писмом, на 24-32 странице, објављујући вести, резултате, извештаје, репортаже, интервјуе из земље и света, пратећи више од 60 спортских грана и дисциплина.

## Историја
Основан је као „Фискултура“ и први број је изашао 5. маја 1945. године, а после годину дана је променио име у „Наш спорт“. 14. јула 1952. је постао део „Борбине“ куће, када је променио име у „Спорт“.
Марта 1962. Спорт је постао дневни лист јер је почео да излази шест пута недељно, осим петком, а од октобра 1967. свакодневно се појављује на киосцима.
Спорт је од 2015. у саставу Компаније Беотон "Р" Д.О.О. Септембра 2016. лист је престао са излажењем.

## Златна значка
Од 1957. године „Спорт“ бира најбољег спортисту године у Југославији, данас у Србији. Данас, жири за избор најбољег сачињавају досадашњи добитници „Златне значке“. Традиционално директан пренос избора приказује Радио телевизија Србије.
Поред „Златне значке“, „Спорт“ додељује награду и за најбољег младог спортисту, најлепшег спортисту и спортисткињу, као и фер-плеј трофеј. Сличан избор прави дневни лист „Политика“ од 1953. године и Олимпијски комитет Србије.

### Добитници „Златне значке“:
| 1957   | Фрањо Михалић            | атлетика       |                               |                  |
| 1958   | Светозар Глигорић        | шах            |                               |                  |
| 1959   | Станко Лоргер            | атлетика       |                               |                  |
| 1960   | Радивој Кораћ            | кошарка        |                               |                  |
| 1961   | Мирослав Церар           | гимнастика     |                               |                  |
| 1962   | Милан Галић              | фудбал         |                               |                  |
| 1963   | Мирослав Церар (2)       | гимнастика     |                               |                  |
| 1964   | Мирослав Церар (3)       | гимнастика     |                               |                  |
| 1965   | Бранислав Лончар         | стрељаштво     |                               |                  |
| 1966   | Вера Николић             | атлетика       |                               |                  |
| 1967   | Иво Данеу                | кошарка        |                               |                  |
| 1968   | Ђурђа Бједов             | пливање        |                               |                  |
| 1969   | Драган Џајић             | фудбал         |                               |                  |
| 1970   | Десанка Пешут            | стрељаштво     |                               |                  |
| 1971   | Сретен Дамјановић        | рвање          |                               |                  |
| 1972   | Мате Парлов              | бокс           |                               |                  |
| 1973   | Маријан Бенеш            | бокс           |                               |                  |
| 1974   | Мате Парлов (2)          | бокс           |                               |                  |
| 1975   | Ненад Стекић             | атлетика       |                               |                  |
| 1976   | Матија Љубек             | кану (спринт)  |                               |                  |
| 1977   | Шабан Сеидију            | рвање          |                               |                  |
| 1978   | Дражен Далипагић         | кошарка        |                               |                  |
| 1979   | Миодраг Перуновић        | бокс           |                               |                  |
| 1980   | Слободан Качар           | бокс           |                               |                  |
| 1981   | Борут Петрич             | пливање        |                               |                  |
| 1982   | Драган Кићановић         | кошарка        |                               |                  |
| 1983   | Драгутин Шурбек          | стони тенис    |                               |                  |
| 1984   | Шабан Трстена            | рвање          |                               |                  |
| 1985   | Дражен Петровић          | кошарка        |                               |                  |
| 1986   | Веселин Вујовић          | рукомет        |                               |                  |
| 1987   | Матеја Свет              | алпско скијање |                               |                  |
| 1988   | Јасна Шекарић            | стрељаштво     |                               |                  |
| 1989   | Драгомир Бечановић       | џудо           |                               |                  |
| 1990   | Драгутин Топић           | атлетика       |                               |                  |
| 1991   | Дејан Савићевић          | фудбал         |                               |                  |
| година | најбољи спортиста СРЈ    | спорт          |                               |                  |
| 1992   | Слободан Бранковић       | атлетика       |                               |                  |
| 1993   | Игор Миладиновић         | шах            |                               |                  |
| 1994   | Јасна Шекарић (2)        | стрељаштво     | најбољи млади спортиста       | спорт            |
| 1995   | Александар Ђорђевић      | кошарка        | Владан Марковић               | пливање          |
| 1996   | Александра Ивошев        | стрељаштво     | Оливера Јевтић                | атлетика         |
| 1997   | Предраг Мијатовић        | фудбал         | Соња Столић                   | атлетика         |
| 1998   | Дејан Бодирога           | кошарка        | Андрија Златић                | стрељаштво       |
| 1999   | Владимир Грбић           | одбојка        | Лазар Лазаревић               | карате           |
| 2000   | Владимир Грбић (2)       | одбојка        | Наташа Јанић                  | кајак (спринт)   |
| 2001   | Александар Шоштар        | ватерполо      | Томислав Томовић              | кошарка          |
| 2002   | Дејан Бодирога (2)       | кошарка        | Иван Колић                    | авиомоделинг     |
| година | најбољи спортиста СЦГ    | спорт          | најбољи млади спортиста       | спорт            |
| 2003   | Владимир Вујасиновић     | ватерполо      | Немања Александров            | кошарка          |
| 2004   | Денис Шефик              | ватерполо      | Симон Вукчевић                | фудбал           |
| 2005   | Данило Икодиновић        | ватерполо      | Жарко Шешум                   | рукомет          |
| година | најбољи спортиста Србије | спорт          | најбољи млади спортиста       | спорт            |
| 2006   | Оливера Јевтић (M)       | атлетика       | Иван Ленђер                   | пливање          |
| 2007   | Новак Ђоковић            | тенис          | Милан Мачван                  | кошарка          |
| 2008   | Милорад Чавић            | пливање        | Ивана Шпановић                | атлетика         |
| 2009   | Нађа Хигл                | пливање        | Татјана Јелача                | атлетика         |
| 2010   | Новак Ђоковић (2)        | тенис          | Оливера и Николина Молдован   | кајак (спринт)   |
| 2011   | Новак Ђоковић (3)        | тенис          | Амела Терзић и Урош Ковачевић | атлетика одбојка |
| 2012   | Милица Мандић            | теквондо       | Амела Терзић (2)              | атлетика         |
| 2013   | Емир Бекрић              | атлетика       | Предраг Рајковић              | фудбал           |
| 2014   | Давор Штефанек           | рвање          | Гаврил Суботић                | ватерполо        |
| 2015   | Новак Ђоковић (4)        | тенис          | Тијана Богдановић             | теквондо         |

#### Вишеструки добитници
| број | спортиста      | године                 |
| ---- | -------------- | ---------------------- |
| 4    | Новак Ђоковић  | 2007, 2010, 2011, 2015 |
| 3    | Мирослав Церар | 1961, 1963, 1964       |
| 2    | Мате Парлов    | 1972, 1974             |
| 2    | Јасна Шекарић  | 1988, 1994             |
| 2    | Владимир Грбић | 1999, 2000             |
| 2    | Дејан Бодирога | 1998, 2002             |

| спортиста      | млади спортиста | златна значка |
| -------------- | --------------- | ------------- |
| Оливера Јевтић | 1996            | 2006          |
| Амела Терзић   | 2011, 2012      |               |

- Оливера Јевтић је једина добитница награде за најбољег младог и најбољег професионалног спортисту.
- Јасна Шекарић је једина добитница награде за спортисту године у две различите државе, 1988. у СФРЈ и 1994. у СРЈ.

#### По спортовима
| ранг | спорт          | број | спортисти | број | млади спортисти |
| ---- | -------------- | ---- | --- | ---- | --- |
| 1.   | атлетика       | 8    | Фрањо Михалић (1957), Станко Лоргер (1959), Вера Николић (1966), Ненад Стекић (1975), Драгутин Топић (1990), Слободан Бранковић (1992), Оливера Јевтић (2006), Емир Бекрић (2013) | 6    | Оливера Јевтић (1996), Соња Столић (1997), Ивана Шпановић (2008), Татјана Јелача (2009), Амела Терзић (2011, 2012) |
| 2.   | кошарка        | 8    | Радивој Кораћ (1960), Иво Данеу (1967), Дражен Далипагић (1978), Драган Кићановић (1982), Дражен Петровић (1985), Александар Ђорђевић (1995), Дејан Бодирога (1998, 2002)         | 3    | Томислав Томовић (2001), Немања Александров (2003), Милан Мачван (2007)                                            |
| 3.   | стрељаштво     | 5    | Бранислав Лончар (1965), Десанка Пешут (1970), Јасна Шекарић (1988, 1994), Александра Ивошев (1996)                                                                               | 1    | Андрија Златић (1998)                                                                                              |
| 4.   | бокс           | 5    | Мате Парлов (1972, 1974), Маријан Бенеш (1973), Миодраг Перуновић (1979), Слободан Качар (1980)                                                                                   | 0    | |
| 5.   | пливање        | 4    | Ђурђа Бједов (1968), Борут Петрич (1981), Милорад Чавић (2008), Нађа Хигл (2009)                                                                                                  | 2    | Владан Марковић (1995), Иван Ленђер (2006)                                                                         |
| =    | фудбал         | 4    | Милан Галић (1962), Драган Џајић (1969), Дејан Савићевић (1991), Предраг Мијатовић (1997)                                                                                         | 2    | Симон Вукчевић (2004), Предраг Рајковић (2013)                                                                     |
| 7.   | ватерполо      | 4    | Александар Шоштар (2001), Владимир Вујасиновић (2003), Денис Шефик (2004), Данило Икодиновић (2005)                                                                               | 1    | Гаврил Суботић (2014)                                                                                              |
| 8.   | рвање          | 4    | Сретен Дамјановић (1971), Шабан Сеидију (1977), Шабан Трстена (1984), Давор Штефанек (2014)                                                                                       | 0    | |
| =    | тенис          | 4    | Новак Ђоковић (2007, 2010, 2011, 2015) | 0    | |
| 10.  | гимнастика     | 3    | Мирослав Церар (1961, 1963, 1964) | 0    | |
| 11.  | одбојка        | 2    | Владимир Грбић (1999, 2000) | 1    | Урош Ковачевић (2011)                                                                                              |
| 12.  | шах            | 2    | Светозар Глигорић (1958), Игор Миладиновић (1993) | 0    | |
| 13.  | кајак и кану   | 1    | Матија Љубек (1976) | 2    | Наташа Јанић (2000), Оливера и Николина Молдован (2010)                                                            |
| 14.  | рукомет        | 1    | Веселин Вујовић (1986) | 1    | Жарко Шешум (2005)                                                                                                 |
| =    | теквондо       | 1    | Милица Мандић (2012) | 1    | Тијана Богдановић (2015)                                                                                           |
| 16.  | алпско скијање | 1    | Матеја Свет (1987) | 0    | |
| =    | џудо           | 1    | Драгомир Бечановић (1989) | 0    | |
| 18.  | карате         | 0    | | 1    | Лазар Лазаревић (1999)                                                                                             |
| =    | авиомоделинг   | 0    | | 1    | Иван Колић (2002)                                                                                                  |

| ранг | дисциплина           | број | спортисти                                   | број | млади спортисти                           |
| ---- | -------------------- | ---- | ------------------------------------------- | ---- | ----------------------------------------- |
| 1.   | трке на дуге стазе   | 2    | Фрањо Михалић (1957), Оливера Јевтић (2006) | 2    | Оливера Јевтић (1996), Саша Столић (1997) |
| 2.   | трке са препонама    | 2    | Станко Лоргер (1959), Емир Бекрић (2013)    | 0    |                                           |
| 3.   | трке на средње стазе | 1    | Вера Николић (1966)                         | 2    | Амела Терзић (2011, 2012)                 |
| 4.   | скок удаљ            | 1    | Ненад Стекић (1975)                         | 1    | Ивана Шпановић (2008)                     |
| 5.   | скок увис            | 1    | Драгутин Топић (1990)                       | 0    |                                           |
| =    | спринт               | 1    | Слободан Бранковић (1992)                   | 0    |                                           |
| 7.   | бацање копља         | 0    |                                             | 1    | Татјана Јелача (2009)                     |